# Idioma alemán en Namibia

Namibia es un territorio germanoparlante, muy lejos de Europa central.

Namibia es un país multilingüe, donde el alemán es reconocido como idioma nacional (una forma de idioma minoritario hablada por los alemanes de Namibia). Si bien el inglés es el único idioma oficial del país desde 1990, el alemán goza, en muchas áreas, de un estatus oficial a nivel comunitario.
El alemán, un idioma germánico, se usa especialmente en Namibia central y meridional y fue hasta 1990 uno de los tres idiomas oficiales en lo que entonces era África del Sudoeste Alemana, junto con el afrikáans y el inglés, otros dos idiomas germánicos en Namibia. El alemán es la lengua principal o materna de unos 30 000 namibios, un número compuesto aproximadamente por igual de germano-namibios, así como de hablantes negros mayores de alemán y namibios que de niños crecieron en la República Democrática Alemana (Alemania Oriental). El periódico germano-namibio Allgemeine Zeitung en su sitio web se refiere a 22 000 hablantes nativos y de varios cientos de miles que saben alemán como segunda lengua (tercera, etc.). El alemán se beneficia de su similitud con el afrikáans y tiene una posición destacada en los sectores de turismo y negocios. Además, también se habla el alemán negro de Namibia. Muchas características naturales de Namibia, nombres de lugares y calles tienen nombres alemanes. Sin embargo, el lingüista germánico Ulrich Ammon ve amenazado el futuro de la lengua en el país.